# Агилар Хавьер, Франсиско
Франсиско Хавьер Агилар Гарсия (исп. Francisco Javier Aguilar García 26 марта 1949, Сантандер — 11 мая 2020, Мадрид) — испанский футболист, нападающий. Выступал за сборную Испании.

## Карьера
Родился в Сантандере и начал свою карьеру в местном футбольном клубе «Расинг», дебютировал в 19 лет и помог «зелёно-белым» выйти во второй дивизион в 1970 году. В следующем году он подписал контракт с клубом Ла Лиги «Реал Мадрид», завершив свой первый сезон с 31 матчем (28 в основе) и шестью голами, когда команда выиграла национальный чемпионат; он добавил три гола всего за четыре выступления в Кубке УЕФА, но команда выбыла во втором раунде.
В течение двух сезонов Агилар регулярно использовался в команде, пять выигрывал чемпионат Испании и два Кубка Испании, включая дубль в сезоне 1974/75 годов, и принял участие в 190 матчах. Летом 1979 года он перешёл в «Спортинг» из Хихона, играл регулярно, но забил всего шесть раз.
За полтора года Агилар сыграл три матча за сборную Испании. 24 ноября 1971 года в отборочном матче Евро-1972 против Кипра в Гранаде, заменив в перерыве товарища по команде «Реал Мадрид» Амансио Амаро он дебютировал в национальной сборной и забил пятый гол своей команды (7:0).
Агилар завершил карьеру в июне 1983 года в возрасте 34 лет.